# ザ・ミスフィッツ (映画)
『ザ・ミスフィッツ』（The Misfits）は、2021年のアメリカ合衆国の強盗映画。監督はレニー・ハーリン、脚本はロバート・ヘニーとカート・ウィマー、出演はピアース・ブロスナン、ラミ・ジェイバー、ハーマイオニー・コーフィールド、ジェイミー・チャン、マイク・アンジェロ、ティム・ロス、ニック・キャノンなど。悪党だけを標的にする義賊的犯罪集団「ミスフィッツ」による、テロ組織の資金源強奪計画を描いている。
世界で最初に韓国で2021年6月3日に公開され、米国では2021年6月11日にThe Avenue Entertainmentの配給により公開された。

## ストーリー
中東を舞台に、建築家のリチャード・ペイスが、自らの想定を越えた大規模な金塊強盗に巻き込まれることになる。

## キャスト
※括弧内は日本語吹替声優。
- リチャード・ペイス - ピアース・ブロスナン（横島亘）
- プリンス - ラミ・ジェイバー
- ホープ - ハーマイオニー・コーフィールド（英語版）（村井理沙子）
- ヴァイオレット - ジェイミー・チャン（古木海帆）
- ウィック - マイク・アンジェロ（大橋勇人）
- シュルツ - ティム・ロス（牛山茂）
- リンゴ - ニック・キャノン（赤坂柾之）

## 製作
本作の監督であるハーリンは、「彼（ブロスナン）を迎え入れることができて、非常に興奮している」と語った。「ピアースと私は長年の友人であり、以前から共同製作のプロジェクトを探していました。主人公を演じるのに、これ以上の俳優は望めませんでした。」。
このプロジェクトは、2019年2月12日、ベルリン国際映画祭のヨーロッパ映画市場で初めて発表された。撮影場所は、アブダビ、ドバイ、ロサンゼルスなどである 。その1週間後には主要撮影が開始された。

## 公開
『ザ・ミスフィッツ』は、2021年6月3日に韓国でワールドプレミア公開された。The Avenue EntertainmentはHighland Film Groupと提携し、2021年6月11日に本作を配給することが決定している 。

## 評価
Rotten Tomatoesでは、29件のレビューのうち支持率は17％にとどまり、平均評価は3.4/10、批評家の一致した見解は「優れたアクション・スリラーの数々から盗み出された素材の寄せ集めである『ザ・ミスフィッツ』は、思い違いをしているベテラン監督とキャストによる退屈な作品である。」となっている。Metacriticでは、11件のレビューのうち、高評価はなく、賛否混在は4件、低評価は7件で100点満点中25点を獲得し、「一般的に好ましくない評価」となっている。